# دانشگاه ایالتی کالیفرنیا در سن مارکوس
دانشگاه ایالتی کالیفرنیا در سن مارکوس (به انگلیسی: California State University, San Marcos) یک دانشگاه عمومی است که در «سن مارکوس» در شمال شهر «سن دییگو» ایالت کالیفرنیا واقع شده است. دانشگاه در سال ۱۹۸۹ تأسیس گردید و اولین گروه دانشجویان در سال ۱۹۹۰ وارد دانشگاه شدند. دانشگاه دارای ۴۴ رشته تحصیلی در مقطع «لیسانس» و ۱۰ رشته تحصیلی در مقطع «فوق لیسانس» و دارای یک رشته در مقطع «دکترا» می‌باشد.